# المكتب الوطني للتوازن البيئي
المكتب الوطني للموازنة البيئية (NEBB) تأسس عام 1971 ومقره في غايثرسبيرغ، ماريلاند، الولايات المتحدة الأمريكية. وهو اتحاد دولي لاعتماد الشركات وتأهيل المشرفين والفنيين في التخصصات التالية: الاختبار والضبط والموازنة (TAB)، أنظمة التدفئة والتهوية وتكييف الهواء (HVAC)، تكليف أنظمة البناء (BSC) ؛ قياس الصوت والاهتزاز (S & V)، التكليف الرجعي (RCX) ؛ اختبار الدخان (FHT) ؛ واختبار أداء تعقيم غرف الأبحاث (CPT). كما يضع المكتب الوطني للموازنة البيئية معايير الصناعة والإجراءات ومواصفات و يحافظ عليها في عمل هذه التخصصات.
الإدارة
ويدار البرنامج من خلال 28 فصلا في جميع أنحاء الولايات المتحدة وكندا وأستراليا. كما توجد شركات البنك في قطر وبورتوريكو وكوريا والدنمارك وإنجلترا وألمانيا وإسرائيل وماليزيا وسنغافورة وتايوان وهونغ كونغ والأردن والمملكة العربية السعودية والإمارات العربية المتحدة ومصر وتايلاند وكوستاريكا ؛ في المستقبل ، يخطط البنك لتوسيع نظام الفصل الدولي الموحد - المستخدم حاليا في كندا وأستراليا—إلى هذه المناطق.
البرامج
لجان الانضباط ، التي تتألف من المهنيين الميدانيين ذوي الخبرة العالية ، ووضع المبادئ التوجيهية والمعايير للتخصصات NEBB. واعتبارا من كانون الثاني / يناير 2007 ، أصبح لدى مكاتب لجان الانضباط التالية: الاختبار والتعديل والموازنة ؛ وتشغيل أنظمة البناء ؛ وقياس الصوت والاهتزاز ؛ واختبار كمة الادخنة ؛ واختبار أداء غرف الأبحاث.
برامج اختبار الدخان (FHT) والتكليف الرجعية (RCX)
وقد تم إنشاء برامج المعهد في اجتماع مجلس إدارة المعهد الذي عقد في الاجتماع السنوي للمؤتمر التعليمي لعام 2006 في بالم سبرينغز ، كاليفورنيا في 9-11 نوفمبر 2006. وتعمل هذه اللجنة على إعداد نص للمعايير الإجرائية لفت وتخطط لتقديم حلقة دراسية في FHT في خريف عام 2007. لجنة البكالوريوس في بنك BSCتنتج ندوة فيRCX التي ستقدم في خريف عام 2007
متطلبات الشهادة
بالإضافة إلى كونها تابعة لفرع محلي من فروع البنك ، يتعين على شركات البنك أن تعمل لمدة 12 شهرا على الأقل وتتمتع بسمعة النزاهة والأداء المسؤول. كما يجب أن يكون لديهم أدوات متطورة مطلوبة من أجل انضباطهم ، والتي يجب معايرتها وفقا للمبادئ التوجيهية للبنك. بالإضافة إلى ذلك ، يجب أن توظف الشركة مشرفا واحدا على الأقل—يستوفي مؤهلات المعهد—لتمثيل الشركة ويكون مسؤولا عن عمل الشركة. وأخيرا ، يتعين على شركات المكتب الوطني للبراءات أن تمتلك نسخة من المعايير الإجرائية للمكتب الوطني للبراءات من أجل انضباطها.
البرامج التعليمية
وبالإضافة إلى منشوراته ، يقدم المعهد ندوات تعليمية في مركز التدريب والتعليم التابع له في تيمبي ، أريزونا ، لتعزيز التجربة التعليمية لكل تخصص.
في شهر نوفمبر من كل عام ، يستضيف البنك اجتماعه السنوي ومؤتمره التعليمي. ويضم الاجتماع جلسات فنية ومتحدثين ضيوف بارزين لتعزيز القدرات المهنية لمقاولي وموظفي البنك. وتضمنت الجلسات التثقيفية في الاجتماع عروضا قدمها خبراء الصناعة حول مواضيع مختلفة تتعلق بتخصصات المعهد. وكان من بين المتحدثين المدعوين السابقين رؤساء الجمعية الأمريكية لمهندسي التدفئة والتبريد وتكييف الهواء (ASHRAE) ورابطة المقاولين الميكانيكيين الأمريكية (MCAA).
NEBB TEC
مركز التدريب والتعليم هو مرفق متعدد الأغراض يستخدم للندوات والامتحانات العملية. تدار من قبل المدير الفني ل NEBB ، المرفق يحتوي على غرفتين نظيفتين ، وفصل دراسي للندوات ، وغرفة اختبار عملي معمل كاملة مع معالج الهواء والمضخات.

## روابط خارجية
https://nebb.org/